# Норт-Ричленд-Гіллс (Техас)
Норт-Ричленд-Гіллс (англ. North Richland Hills) — місто (англ. city) в США, в окрузі Таррант штату Техас. Населення — 69 917 осіб (2020).

## Географія
Норт-Ричленд-Гіллс розташований за координатами 32°51′43″ пн. ш. 97°12′53″ зх. д. / 32.86194° пн. ш. 97.21472° зх. д. (32.862042, -97.214758).  За даними Бюро перепису населення США в 2010 році місто мало площу 47,19 км², з яких 47,07 км² — суходіл та 0,11 км² — водойми.

## Демографія
Згідно з переписом 2010 року, у місті мешкали 63 343 особи в 24 854 домогосподарствах у складі 17 291 родини. Густота населення становила 1342 особи/км².  Було 26395 помешкань (559/км²).
Расовий склад населення:
| - 83,8 % — білих - 4,8 % — чорних або афроамериканців - 2,8 % — азіатів - 0,7 % — корінних американців - 0,1 % — вихідців з тихоокеанських островів - 5,1 % — осіб інших рас |

До двох чи більше рас належало 2,7 %. Частка іспаномовних становила 15,6 % від усіх жителів.
За віковим діапазоном населення розподілялося таким чином: 24,2 % — особи молодші 18 років, 63,5 % — особи у віці 18—64 років, 12,3 % — особи у віці 65 років та старші. Медіана віку мешканця становила 38,3 року. На 100 осіб жіночої статі у місті припадало 94,2 чоловіків;  на 100 жінок у віці від 18 років та старших — 90,9 чоловіків також старших 18 років.
Середній дохід на одне домашнє господарство  становив 81 087 доларів США (медіана — 63 766), а середній дохід на одну сім'ю — 93 173 долари (медіана — 75 511). Медіана доходів становила 51 149 доларів для чоловіків та 39 977 доларів для жінок. За межею бідності перебувало 7,7 % осіб, у тому числі 12,0 % дітей у віці до 18 років та 5,3 % осіб у віці 65 років та старших.
Цивільне працевлаштоване населення становило 34 827 осіб. Основні галузі зайнятості: освіта, охорона здоров'я та соціальна допомога — 18,0 %, роздрібна торгівля — 13,2 %, мистецтво, розваги та відпочинок — 10,6 %, науковці, спеціалісти, менеджери — 10,4 %.